# Сауд бин Абдул Азис
Сауд бин Абдул Азис (Saud ibn Abd al-Aziz Al Saud, на арабски: سعود بن عبد العزيز آل سعود; * 15 януари 1902, Кувейт; † 23 февруари 1969, Атина) е крал на Саудитска Арабия от 1953 до 1964.

## Биография

### Произход и младежки години
Сауд е вторият син на крал Абдул Азиз бин Сауд. Роден е в Кувейт на 15 януари 1902 г. в деня, когато баща му завладява Риад. Майка му е Принцеса Wahdba Bint Mohammed Bin Al-Uraymir Al-Hazzam от племето Бани Калид. Родните братя на Сауд са принц Турки I, принц Фахд I и принц Абдул Салам. Те измират и след смъртта на по-големия си брат принц Турки през 1919 г. остава най-големия жив син на баща си.
През младежките си години Сауд трябвало да живее и при бедуините на страната си. Това изисквал баща му от синовете си, за да се научат на културата и начин на живот на бедуините. Освен това кралските синове трябвало да стават два часа преди съмване, да ходят без обувки и да яздят без седло кон и камила.
На 10 май 1933 г. крал Абдул Азиз обявява в Мека принц Сауд за кронпринц.

### Крал на Саудитска арабия
На 9 ноември 1953 г. крал Абдул Азиз умира. Сауд е провъзгласен същия ден за крал. Той назначава същия ден принц Файсал за новия кронпринц. Сауд продължава политиката на баща си, но води много скъп живот.
През 1957 г. той основава в Риад Крал Сауд университет, който носи неговото име.
Крал Сауд напуска трона официално на 2 ноември 1964 г. Един ден след това отива в изгнание първо в Женева, ходи често до Париж и Френската ривиера и води по-нататък луксозен живот.

## Деца
Крал Сауд има 52 сина и 50 дъщери от официално дванадесет, свързани с него съпруги.